# Felsőregmec
Felsőregmec je vas na Madžarskem, ki upravno spada pod podregijo átoraljaújhelyi Županije Borsod-Abaúj-Zemplén.